# 艾瓦耶
艾瓦耶（法語：Aywaille，法語發音：[ɛwaj]）是比利时瓦隆大区列日省列日區的一个市镇，通行法语，是比利时法语社群的一部分，人口12,405人（2018年）。